# Atlético Grau N°1 (Callao)
El club Atlético Grau fue un equipo de fútbol del Callao, fundado en el año 1900. Fue el primer club en usar el nombre Grau en honor a Miguel Grau Seminario.  Además de ser, unos de los primeros equipos chalacos prioneros en realizar prácticas del balompié peruano. El Atlético Grau N°1 jugaba de local en Pampa de Mar Brava y en el Recreo Chalaco.

## Historia
Al club se le denominaba Atlético Grau,  sin embargo era comúnmente conocido como Atlético Grau N°1. Estaba integrado principalmente por estudiantes chalacos de la época. Participó en varios encuentros futbolísticos con equipos chalacos contemporáneos tales como: San Martín del Callao , Atlético Pardo , Sport Bolognesi , Alfonso Ugarte , Club Unión Juvenil , National F.B.C., Leoncio Prado ,  Club Libertad , Callao High School , Atlético Chalaco , Morro de Arica , Unión Callao ,  Club Albarracín , Almirante Grau  , 2 de Mayo , etc. Se inscribió en el Campeonato de Fiestas Patrias de 1903 y 1904. Participó en el Campeonato Municipal de 1909, siendo eliminado en la semifinal contra Sport Bolognesi por 0 - 1. En el torneo chalaco de 1910 vuelve a ser eliminado en las semifinales por 0 - 2, por Sport Bolognesi.   
Extendió a jugar encuentros con equipos de la capital limeña, como por ejemplo: Association Football Club , Jorge Chávez Nr. 1 , entre otros más.  Los sucesos correspondientes, se generaron antes de la formación de la Liga Peruana de Fútbol en 1912.

## Rivalidad
En la mayoría de los encuentros con los equipos del primer puerto, destacó más con el Atlético Chalaco , Sport Bolognesi , Club Libertad , Atlético Pardo y San Martín del Callao.

## Uniforme
Evolución Indumentaria.
| Titular 1 | Titular 2 | Titular 3 | Titular 4 | Titular 5 | Titular 6 |

## Torneos
- Campeonato de Fiestas Patrias : 1903 , 1904.
- Campeonato Municipal del Callao de 1909
- Torneo Equipos Chalacos de 1910

## Amistosos
- Partido amistoso de 1908 con Club Libertad.